# Vzpírání na Letních olympijských hrách 2008 – ženy do 48 kg
Vzpěračky do 48 kg soutěžily první olympijský den, 9. srpna 2008, od 10 hodin dopoledne pekingského času. Po vzduchové pušce žen na 10 m byla v této disciplíně rozdělena v pořadí 2. sada medailí na Letních olympijských hrách. V kategorii startovalo 14 závodnic z 12 zemí. Soutěž jich dokončilo a klasifikováno bylo 11 z nich. Vítězkou se s jasným náskokem na ostatní soupeřky stala Číňanka Čchen Sie-sia. Souboj o další medaile byl však velmi dramatický. Po neúspěšném útoku ostatních závodnic nakonec svůj náskok z trhu uhájila Turkyně Sibel Özkanová a brala stříbrnou medaili. Bronzovou medaili ve vyrovnané soutěži vybojovala Čchen Wej-ling z Tchaj-wanu, díky nižší tělesné hmotnosti porazila Korejku Imovou a odsunula ji na čtvrtou příčku.
V roce 2016, po reanalýze kontrolních vzorků, se ukázalo, že tento souboj byl vlastně soubojem o zlato. Kvůli porušení antidopingových pravidel byly totiž diskvalifikovány jak Číňanka Čchen Sie-sia, tak i Turkyně Özkanová. Čchen Wej-ling se tak stala olympijskou vítězkou a zpětně zkompletovala unikátní double, protože o rok později zvítězila ve stejné hmotnostní kategorii v silovém trojboji na Světových hrách v domácím Kao-siungu. Korejka Imová si polepšila ze čtvrtého místa na stříbrnou příčku. Původně pátá Thajka Pensiri Laosirikulová postoupila na třetí místo. Všechny tři medailistky skončily s konečným dvojbojovým výsledkem v rozpětí pouhého 1 kg.

## Program
Pozn.: Pekingského času (UTC+8)
| Datum                 | Čas         | Skupina |
| --------------------- | ----------- | ------- |
| Sobota, 9. srpna 2008 | 10:00–12:00 | A       |

## Přehled rekordů
Pozn.: Platné před začátkem soutěže
| Druh rekordu              | Disciplína | Držitelka                     | Výkon  |
| ------------------------- | ---------- | ----------------------------- | ------ |
| Světové rekordy           | Trh        | Jang Lien                     | 98 kg  |
| Světové rekordy           | Nadhoz     | Čchen Sie-sia                 | 120 kg |
| Světové rekordy           | Dvojboj    | Jang Lien                     | 217 kg |
| Olympijské rekordy        | Trh        | Nurcan Taylanová              | 97 kg  |
| Olympijské rekordy        | Nadhoz     | Wiratthaworn Areeová [zápis?] | 115 kg |
| Olympijské rekordy        | Dvojboj    | Nurcan Taylanová              | 210 kg |
| Světové juniorské rekordy | Trh        | Wang Ming-ťüan                | 95 kg  |
| Světové juniorské rekordy | Nadhoz     | Wang Ming-ťüan                | 118 kg |
| Světové juniorské rekordy | Dvojboj    | Wang Ming-ťüan                | 213 kg |

## Výsledky
| Poř.                        | Závodnice                       | Stát        | Těl. hm. [kg] |       | Trh [kg] | Trh [kg] | Trh [kg] |       | Nadhoz [kg] | Nadhoz [kg] | Nadhoz [kg] |  | Výsledek [kg] |
| --------------------------- | ------------------------------- | ----------- | ------------- | ----- | -------- | -------- | -------- | ----- | ----------- | ----------- | ----------- |  | ------------- |
| Poř.                        | Závodnice                       | Stát        | Těl. hm. [kg] | 1. p. | 2. p.    | 3. p.    | 1. p.    | 2. p. | 3. p.       |             |             |  | Výsledek [kg] |
|                             | Čchen Sie-sia                   | Čína        | 47,46         |       | 90       | 93       | 95       |       | 113         | 115         | 117         |  | 212           |
|                             | Sibel Özkanová                  | Turecko     | 47,80         |       | 86       | 88       | 88       |       | 108         | 108         | 111         |  | 199           |
| Zlatá olympijská medaile    | Čchen Wej-ling                  | Tchaj-wan   | 47,11         |       | 84       | 87       | 87       |       | 108         | 112         | 115         |  | 196           |
| Stříbrná olympijská medaile | Im Džjung-hwa [zápis?]          | Jižní Korea | 47,62         |       | 83       | 86       | 88       |       | 106         | 110         | 113         |  | 196           |
| Bronzová olympijská medaile | Pensiri Laosirikulová           | Thajsko     | 47,67         |       | 85       | 85       | 85       |       | 110         | 114         | 114         |  | 195           |
| 4.                          | Hiromi Mijakeová                | Japonsko    | 47,35         |       | 80       | 82       | 82       |       | 105         | 110         | 110         |  | 185           |
| 5.                          | Mélanie Noëlová                 | Francie     | 47,91         |       | 75       | 78       | 80       |       | 97          | 100         | 100         |  | 177           |
| 6.                          | Misaki Oširová                  | Japonsko    | 47,62         |       | 77       | 80       | 80       |       | 92          | 96          | 96          |  | 172           |
| 7.                          | Marzena Karpińská               | Polsko      | 47,62         |       | 79       | 82       | 82       |       | 92          | 92          | 97          |  | 171           |
| 8.                          | Marilou Dozoisová-Prévostová    | Kanada      | 47,75         |       | 73       | 76       | 78       |       | 90          | 90          | 96          |  | 166           |
| 9.                          | Karla Morenová                  | Nikaragua   | 47,07         |       | 65       | 65       | 71       |       | 83          | 83          | 85          |  | 150           |
|                             | Nurcan Taylanová                | Turecko     | 47,84         |       | 84       | 84       | 84       |       |             |             |             |  |               |
|                             | Genny Caterina Pagliarová       | Itálie      | 47,85         |       | 82       | 82       | 82       |       |             |             |             |  |               |
|                             | Pramsiri Bunphithaková [zápis?] | Thajsko     | 47,95         |       | 84       | 84       | 84       |       |             |             |             |  |               |

## Nově stanovené rekordy
| Druh rekordu       | Disciplína | Držitelka     | Výkon  |
| ------------------ | ---------- | ------------- | ------ |
| Olympijské rekordy | Nadhoz     | Čchen Sie-sia | 117 kg |
| Olympijské rekordy | Dvojboj    | Čchen Sie-sia | 212 kg |